# Satyrus macropterus
Satyrus macropterus är en fjärilsart som beskrevs av Holik 1956. Satyrus macropterus ingår i släktet Satyrus och familjen praktfjärilar. Inga underarter finns listade.